# Fantastic 4: The Album
Fantastic 4: The Album é o álbum da trilha sonora do filme Fantastic Four, lançado no Brasil como Quarteto Fantástico. Foi lançado dia 28 de Junho de 2005 pela gravadora Wind-Up Records.

## Faixas
1. "Come On, Come In" (Velvet Revolver)
2. "Error Operator" (Taking Back Sunday)
3. "Relax" (Chingy)
4. "What Ever Happened to the Heroes" (Joss Stone)
5. "Waiting (Save Your Life)" (Omnisoul)
6. "Always Come Back to You" (Ryan Cabrera)
7. "Everything Burns" (Ben Moody featuring Anastacia)
8. "New World Symphony" (Miri Ben-Ari featuring Pharoahe Monch)
9. "Die for You" [Fantastic Four Mix] (Megan McCauley)
10. "Noots" (Sum 41)
11. "Surrender" (Simple Plan)
12. "I'll Take You Down" (T.F.F.)
13. "On Fire" (Lloyd Banks)
14. "Reverie" (Megan McCauley)
15. "Goodbye to You" (Breaking Point)
16. "Shed My Skin" (Alter Bridge)
17. "In Due Time" (Submersed)
18. "Disposable Sunshine" (Loser)
19. "Now You Know" (Miss Eighty 6 featuring Classic)
20. "Kirikirimai" [Fantastic Four Remix] (Orange Range)